# هوندا سي إم إكس 250 سي
هوندا سي إم إكس 250 سي(بالإنجليزية: Honda CMX250C)‏ هي دراجة نارية من تصنيع هوندا.